# Puccinellia tenuissima
Puccinellia tenuissima är en gräsart som först beskrevs av Lev Melkhisedekovich Kreczetowicz, och fick sitt nu gällande namn av Nikolai Vasilievich Pavlov. Puccinellia tenuissima ingår i släktet saltgrässläktet, och familjen gräs. Inga underarter finns listade i Catalogue of Life.